# Chamba (Uttarakhand)
Chamba es un pueblo y  nagar Panchayat situado en el distrito de Tehri Garhwal,  en el estado de Uttarakhand (India). Su población es de 7771 habitantes (2011). 

## Demografía
Según el censo de 2011 la población de Chamba era de 7771 habitantes, de los cuales 4149 eran hombres y 3622 eran mujeres. Chamba tiene una tasa media de alfabetización del 89,04%, superior a la media estatal del 78,82%: la alfabetización masculina es del 91,71%, y la alfabetización femenina del 81,20%.